# Chiesa di San Martino Vescovo (San Martino Siccomario)
La chiesa di San Martino Vescovo è la parrocchiale di San Martino Siccomario, in provincia di Pavia e diocesi di Vigevano; fa parte del vicariato di Cava Manara.

## Storia
La primitiva chiesa di San Martino Siccomario potrebbe essere sorta nel V secolo ad opera del vescovo di Pavia San Crispino e che sarebbe stata consacrata nell'anno 448 da san Germano d'Auxerre.
La chiesa venne riedificata nell'XI secolo. Da un documento del 1199 risulta che l'arcipretura di San Martino Siccomario gravitava nell'orbita della chiesa di Tours.
La chiesa venne ricostruita nel XIII secolo e nelle Rationes decimarum del 1323 la parrocchia fu menzionata come San Martino in Terra Arsa. Nel 1576 l'edificio fu oggetto di un importante restauro.
All'inizio del XVIII secolo, a causa delle esondazioni dei fiumi Po e Ticino che ne avevano danneggiato la struttura, la parrocchiale subì un'ulteriore riedificazione.  Negli atti della visita pastorale del 1768 monsignor Bellingeri si registrò che la chiesa aveva tre navate, misurava 46 braccia di lunghezza e 20 di larghezza, che il pavimento era in cotto e che al suo interno erano collocati, oltre all'altare maggiore, i due altari laterali dedicati alla Beata Vergine della Cintura e ai Santi Maria Immacolata e Giovanni Battista.
Nel 1817, come disposto dalla bolla Beati Petri di papa Pio VII del 17 luglio e dal successivo breve Cum per nostras litteras del 26 settembre del medesimo anno, la chiesa, già appartenente alla diocesi di Pavia, entrò a far parte della diocesi di Vigevano; contestualmente essa divenne sede di un vicariato comprendente in tutto sette parrocchie.
Nel 1837 la chiesa risultava compresa nel vicariato di Sommo e l'anno successivo il campanile dovette essere demolito dopo un'alluvione. Entro il 1875 il vicariato di San Martino venne ricostituito ma venne soppresso nel 1876. Nel 1896 venne eretta la nuova torre campanaria

## Descrizione

### Esterno
La facciata della chiesa è a salienti ed è divisa in tre parti, caratterizzate da archetti pensili sotto la linea di gronda; la porzione centrale è caratterizzata dal portale d'ingresso, dal medaglione in cui vi è una raffigurazione di San Martino, ridipinta nel 1961 dal De Paoli, e da tre finestrelle oppilate.

### Interno
L'interno della chiesa si compone di tre navate coperte da volte a vela; opere di pregio qui conservate sono la pala ritraente la Beata Vergine del Rosario con in braccio il Bambino assieme ai santi Francesco e Caterina, realizzata dalla scuola del Parmigianino, l'affresco raffigurante la Natività della Vergine e la Presentazione al Tempio, risalente al XVI secolo, e il marmoreo altare maggiore, costruito nel 1731.